# Scipion Émilien
Pour les articles homonymes, voir Scipions et Africanus.
Scipion Émilien (Publius Cornelius P.f. P.n. Scipio Æmilianus Africanus Numantinus), aussi dit le Second Africain ou Scipion le Numantin, est un général et homme d'État romain, né en 185 av. J.-C., et mort en 129 av J.-C.
Il est resté célèbre pour avoir détruit Carthage et Numance, réduisant l'Afrique en province romaine et pacifiant l'Hispanie et pour s'être opposé à ses cousins les Gracques. Il fut consul en 147 et en 134 av. J.-C. et censeur en 142 av. J.-C.

## Famille
Il est issu de l'illustre gens Æmilia, plus particulièrement de la branche patricienne des Paulli, dont le premier membre qui s'illustra, Marcus Æmilius L.f. L.n. Paullus a été consul en 302 av. J.-C.
Les Paulli sont eux-mêmes issus des Mamercini, et par là se rattachent à Mamercus Æmilius, premier membre connu de la famille, descendant de Mamercus, l'un des fils du roi Numa Pompilius, le successeur de Romulus. Pour d'autres, les Æmilii descendraient de Mamerkos, fils de Pythagore. L’un d’eux, Lucius Æmilius Paullus, dit Paul-Émile le Macédonique consul en 182 av. J.-C. épousa Papiria, la fille du consul de 231 av. J.-C. Caius Papirius Maso.
De leur union naissent quatre enfants, deux garçons et deux filles :
- Quintus Fabius Maximus Æmilianus, consul en 145 av. J.-C. ;
- Scipion Émilien ;
- Æmilia Prima, qui épousera Quintus Ælius Tubero ;
- Æmilia Secunda, qui épousera Marcus Porcius Cato, fils de Caton le Censeur.

Paul-Émile divorce ensuite de Papiria et se remarie avec une femme dont nous ignorons le nom. Elle lui laissera deux enfants :
- Un fils, mort à 13 ans ;
- Un fils, mort à 11 ans.

À la mort de Paul-Émile, Scipion Émilien reçoit 135 000 drachmes qu’il donne généreusement à son frère Quintus. Adopté par son propre cousin germain Publius Cornelius Scipio Africanus Minor, flamine de Jupiter, le fils de Scipion l’Africain, il a lui-même déjà hérité d’une fortune considérable.
Par son adoption, il entre dans la gens Cornelia, qui compte déjà douze consulats et trois censures. Son grand-père adoptif, Scipion l’Africain, vainqueur d’Hannibal, a donné à la famille un prestige inégalable.
Scipion Émilien fut marié à Sempronia, fille de Tiberius Sempronius Gracchus, le consul de 177 av. J.-C. et de 163 av. J.-C. et de Cornelia Africana, fille de Scipion l’Africain. Il est ainsi le beau-frère et le cousin germain des Gracques. Scipion Émilien et Sempronia n’eurent pas d’enfant.

## Le cercle des Scipions
Il reçoit une éducation soignée et ne perdra jamais une occasion d’élargir ses connaissances de la culture grecque. Il réunit autour de lui ce que l’on appellera le « cercle des Scipions », comprenant des hommes de lettres grecs ou latins, parmi lesquels l’historien grec Polybe, le philosophe stoïcien Panétius, le poète satirique Lucilius ou le dramaturge d’origine africaine Térence.
On attribuera d’ailleurs à Scipion Émilien la composition de nombreuses comédies de Térence.
En plus de sa culture grecque, il est aussi reconnu pour ses nobles vertus typiquement romaines, le courage au combat, l’éloquence, un certain talent pour la politique et son désintéressement. Ainsi, lorsqu’il détruit Carthage en 146 av. J.-C., prend-il le soin de rendre aux villes grecques de Sicile toutes les œuvres d’art pillées par les Carthaginois.

## Le meilleur général de son temps

### La campagne de Grèce (168)
À dix-sept ans, il accompagne son père en Grèce et combat sous ses ordres à la bataille de Pydna où il se distingue par sa bravoure. C’est à ce moment qu’il rencontre Polybe. Fils préféré de Paul Émile, qui avait remarqué sa supériorité intellectuelle et morale sur tous les hommes de son temps, il lui cause une grande frayeur en disparaissant à l’issue de la bataille. Après une nuit de recherches, Scipion Émilien revient entouré de quelques amis, couverts de sang. Il explique alors qu’il était parti à la poursuite d’ennemis, dans l’élan de la victoire.
Il accompagne ensuite son père et le frère du roi Eumène Athenaios lors de sa tournée des villes grecques. À leur retour à Rome, il figure au triomphe de Paul-Émile vainqueur du roi de Macédoine, Persée.

### La guerre contre les Celtibères (151-150)
En 151 av. J.-C., alors que la guerre faisait rage en Hispanie, la jeunesse noble de Rome refusait d’aller combattre. Nombre de postes militaires étaient alors vacants. Scipion Émilien montra l’exemple en proposant d’être envoyé avec le consul Lucius Licinius Lucullus comme simple légat ou tribun militaire. Le Sénat en fut surpris pour deux raisons : d’abord parce que sa naissance et son âge auraient pu lui permettre de prétendre à un poste plus élevé, ensuite car les Macédoniens venaient de l’inviter à régler leurs discordes, ce qui lui promettait de recevoir de grandes récompenses financières. La jeunesse romaine considéra alors avec enthousiasme l’exemple de Scipion Émilien et s’engagea avec lui en Hispanie.
Là encore, il s’y distingue en tuant un géant espagnol qui ridiculisait les Romains, bien que lui-même fût assez petit. Peu de temps après, il convainc les Ibères de signer un traité de paix avec Rome.
Il force l’admiration de ses ennemis, à qui il rappelle les vertus de son grand-père.
L’année suivante, il est envoyé par Lucullus en Afrique pour obtenir un renfort d’éléphants. À son arrivée, il est reçu royalement par le vieux Massinissa, en pleine guerre contre Carthage, qui lui demande d’être médiateur. Scipion Émilien échoue dans sa médiation et retourne en Espagne avec les éléphants.

### La Troisième Guerre punique (149-146)

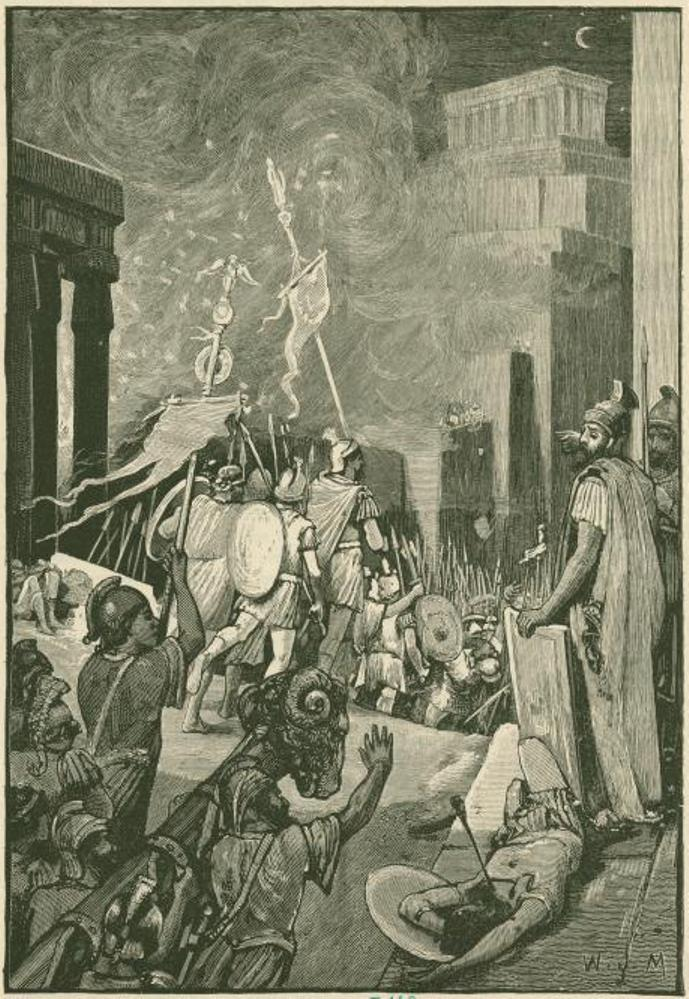
L'assaut final de Carthage. Scipion Émilien rase la ville après des combats acharnés (image du XIXe siècle).

En 149 av. J.-C., il est envoyé en Afrique, toujours en tant que tribun militaire. Il sauve l’armée du consul Manius Manilius du désastre et reçoit une couronne obsidionale. Il obtient la confiance totale de ses troupes, ainsi que celle de Massinissa par son intégrité et sa fidélité à sa parole. Une commission, envoyée par le Sénat romain, fait de lui un rapport plus que favorable. Caton l’Ancien, vieil ennemi de son grand-père adoptif, dira de lui « Lui seul est inspiré, parmi les ombres vivantes ».
L’année suivante, le consul Lucius Calpurnius Piso Cæsoninus prend le commandement de l’armée et Scipion Émilien revient à Rome. L’armée souhaite le voir revenir vite car un oracle prétend que lui seul peut prendre Carthage.
Candidat à l’édilité, il est élu directement consul avant l’âge légal. Le Sénat lui accorde alors le commandement de l’armée d’Afrique.
Après quelques victoires, Scipion Émilien met le siège devant Carthage. Il dure jusqu’au printemps 146 av J.-C., les Carthaginois étant repliés dans la citadelle de Byrsa, commandés par Hasdrubal le Boétharque. Après une résistance héroïque des Carthaginois et une lente progression des Romains, maison par maison, la ville finit par tomber. Des milliers de Carthaginois se suicident, d’autres sont tués ou réduits en esclavage. La ville, finalement prise, brûle pendant dix-sept jours. Scipion Émilien la fait raser et consacre son sol aux divinités infernales. Il aurait pleuré en voyant le sort de la ville pluri-centenaire qui avait failli prendre Rome, quelques décennies plus tôt.
À la fin de l’année, il revient à Rome pour célébrer le triomphe le plus grandiose que les Romains aient pu voir jusqu’alors.

### La guerre de Numance (134-133)
En 134 av. J.-C., il est à nouveau élu consul, avec Caius Fulvius Flaccus (la), pour mener la guerre contre Numance qui dure depuis dix ans.
Sachant l’armée d’Hispanie nombreuse et puissante, il n’enrôle aucune légion supplémentaire, mais se contente, avec l’accord du Sénat, d’emmener avec lui des volontaires envoyés par des villes et des rois amis. Il ajoute aussi cinq cents clients amis avec lesquels il forme l’« ala amicorum » (certains historiens y ont vu la première garde prétorienne). Au total, ce sont quatre mille soldats qu’il met sous les ordres de son neveu, Quintus Fabius.
À son arrivée en Hispanie, il chasse du camp romain les marchands, les prostituées, les devins et les sacrificateurs et rétablit la discipline. Il interdit les lits et pour montrer l’exemple, il dort lui-même sur la paille. Il évite un temps les batailles rangées, tandis qu’il redonne le moral à ses troupes.
Il met ensuite le siège devant Numance, affaiblissant celle-ci en édifiant les circonvallations, technique qu’il avait apprise de Massinissa. Après un long siège, la ville finit par tomber en 133 av. J.-C. et Scipion Émilien lui réserve le même sort qu’à Carthage. Il rase la ville et réduit les survivants en esclavage. Il reçoit alors le second agnomen « Numantinus » (le Numantin). Pour certains historiens, ce sont les Numantins eux-mêmes qui auraient détruit leur ville.

## Le chef de l’aristocratie sénatoriale

### La censure (142)
En 142 av. J.-C., il est élu censeur, avec Lucius Mummius Achaicus, le destructeur de Corinthe, pour collègue. Scipion Émilien prône une grande sévérité contre les sénateurs, mais il est empêché par son collègue « de haute naissance mais de mœurs efféminées ».
Lors du cens, à l’approche de Caius Licinius Sacerdos, il lui dit qu’il le sait coupable de parjure et que si quelqu’un daigne l’accuser, il appuierait l’accusateur dans sa charge. Finalement, personne n’ose attaquer Licinius et Scipion Émilien le chasse en lui disant « Sacerdos, emmène ton cheval et estime-toi heureux d’échapper à la flétrissure du censeur. Je ne veux pas être à la fois accusateur, témoin et juge. »
Il clôt le lustre en changeant la formule rituelle. Il ne réclame plus « l’accroissement de la République », mais sa « conservation dans sa forme actuelle ». Son exemple sera suivi par tous les censeurs suivants.
Il avait aussi repris Publius Sulpicius Gallus pour sa mollesse et ses mœurs dépravées.

### Le procès de Scipion Émilien (139)
En 142 av. J.-C., Scipion Émilien avait retiré à Tiberius Claudius Asellus son cheval public, le dégradant de son rang. Asellus se défend, accusant Scipion Émilien de le dégrader injustement, au regard de ses actions militaires, mais Scipion reste sur sa position.
Élu tribun de la plèbe en 139 av. J.-C., Asellus attaque Scipion Émilien de maiestate devant le peuple. Son principal reproche est que le lustre de Scipion Émilien avait été malheureux et frappé par l’infortune. Scipion lui répond par au moins cinq discours, où il paraît sans porter le vêtement de deuil, ni la barbe comme il est de coutume pour les accusés. Finalement, Scipion est acquitté. Tiberius Asellus sera empoisonné, quelques années plus tard, par son épouse Licinia, qui sera à son tour étranglée sur ordre de sa famille.

### L’opposition à Tibérius Gracchus et la question agraire (133-129)
À peine Scipion Émilien est-il revenu de Numance (133), que le tribun Caius Papirius Carbo, du parti des Gracques, le prend à partie. Tiberius Sempronius Gracchus, cousin et beau-frère de Scipion, venait en effet d’être mis à mort par le Grand pontife et Princeps senatus Publius Cornelius Scipio Nasica Serapio, oncle des deux hommes, après la mise en place des lois agraires d’inspiration populaire Carbon demande alors à Scipion Émilien son sentiment sur la mort de Tibérius Gracchus, espérant ainsi se servir de l’influence d’un consulaire aussi illustre. Mais Scipion Émilien déclare : « Que meurent ainsi ceux qui feront de même. » S’attirant de violentes clameurs de la foule, il la réprimande à deux reprises.
Les Italiens, principales victimes des lois agraires du tribun Gracchus, décident de confier leurs intérêts à Scipion Émilien. Celui-ci fait confier par le Sénat le transfert de la répartition des terres du triumvirat (institué par Tibérius Gracchus et composé de Marcus Fulvius Flaccus, Carbon et Publius Licinius Crassus Dives Mucianus) au consul Caius Sempronius Tuditanus. Mais celui-ci prend prétexte d’une expédition en Illyrie pour quitter la Ville.

## Sa mort (129)
La situation devenant intenable, le Sénat confie alors à Scipion Émilien le soin de régler le problème de la répartition des terres. Celui-ci, partagé entre la confiance des Italiens et les revendications de la plèbe romaine qui lui avait donné deux fois le consulat et l’avait porté bien au-dessus de tous les hommes de son temps, se retire un soir pour rédiger le discours qu’il prononcera sur le Forum le lendemain.
Au matin, il est retrouvé mort. Plusieurs hypothèses sont avancées pour expliquer son décès :
- Scipion aurait été assassiné par Cornelia Africana, sa tante et belle-mère, mère des Gracques, par crainte de le voir abroger les lois agraires de son fils Tibérius, avec la complicité de Sempronia, son épouse ;
- Scipion aurait été assassiné par Sempronia, laide et stérile, qu’il n’aimait pas ;
- Scipion aurait été assassiné par Fulvius ou Carbon (c’est l’hypothèse de Cicéron) ;
- Scipion se serait suicidé quand il se serait rendu compte de l’impossibilité de tenir ses promesses aux Italiens et à la plèbe urbaine ;
- D’autres avancent aussi l’idée de l’assassinat de Scipion par Caius Gracchus, le frère de Tibérius.

Ses esclaves, torturés, témoignèrent que des individus s’étaient introduits la nuit par l’arrière de sa maison et l’avaient étranglé. L’affaire fut étouffée devant la joie du peuple à l’idée de sa mort.
Scipion Émilien, malgré les nombreux services qu’il avait rendus à Rome, n’eut pas droit à des funérailles publiques. Lors de son enterrement, il fut exposé la tête voilée.
Il laissa en héritage une fortune de trente-deux livres d’argent et deux livres et demie d’or, lui qui en avait rapporté 4 383 au Trésor après la prise de Carthage et qui avait distribué 7 deniers à chacun de ses soldats au retour de Numance.
Son héritier fut, semble-t-il, Lucius Cornelius Scipio Asiaticus, un cousin.

## Postérité littéraire
Scipion Émilien est un des protagonistes majeurs du dialogue de Cicéron, La République (54 av. J.-C.). Le passage le plus célèbre est dans le sixième livre, partie appelée « Le songe de Scipion ». Ce rêve montre à Scipion Émilien son père et son grand-père adoptif Scipion l'Africain et contient une pensée pythagoricienne avec la théorie de l'immortalité astrale.
Cicéron figure aussi Scipion Émilien dans le Cato Maior de Senectute, avec le rôle mineur d'auditeur de Caton l'Ancien. Il l'évoque dans le dialogue suivant, Lælius de Amicitia, fictivement situé juste après son décès.